# Vítor Silva
Vítor Marcolino da Silva (Lisbona, 20 febbraio 1909 – 21 luglio 1982) è stato un calciatore portoghese, di ruolo attaccante.

## Carriera

### Club
Ha vinto un campionato e tre coppe nazionali durante la sua militanza nel Benfica.

### Nazionale
Ha esordito con la Nazionale portoghese nel 1928, partecipando ai Giochi Olimpici nello stesso anno.